# Smile Like You Mean It
"Smile Like You Mean It" é uma música composta pela banda norte-americana de rock The Killers. A música faz parte do álbum de estréia da banda, Hot Fuss. É o quarto single do disco no Reino Unido e o terceiro nos Estados Unidos. Ele alcançou a 11ª posição na parada de singles britânicas e a 15ª posição na Billboard US Moderno Rock Chart. A música também foi tocada muitas vezes nas rádios da Austrália.

## Versões e faixas

### 7" Vinil britânico
1. "Smile Like You Mean It"
2. "Ruby, Don't Take Your Love To Town (Zane Lowe Radio 1 Session)"

### CD britânico
1. "Smile Like You Mean It"
2. "Get Trashed"

### 12" Vinil britânico
1. "Smile Like You Mean It (Ruff & Jam Eastside Mix)"
2. "Mr Brightside (Jacques Lu Cont's Thin White Duke Dub Mix)"

### Single Digital Britânico
1. "Smile Like You Mean It (Fischerspooner Remix)"
2. "Smile Like You Mean It (Zip Remix)"

### CD australiano
1. "Smile Like You Mean It"
2. "Change Your Mind"
3. "Mr Brightside" (The Lindbergh Palace Radio Remix)"

## Paradas musicais
| Paradas (2005)                                    | Melhor posição |
| ------------------------------------------------- | -------------- |
| Austrália (ARIA Charts)                           | 47             |
| Irlanda (Irish Singles Chart)                     | 20             |
| Reino Unido (UK Singles Chart)                    | 11             |
| Reino Unido (UK Indie Chart)                      | 1              |
| Estados Unidos (Billboard Hot Modern Rock Tracks) | 15             |